# Клисура Батурског Рзава
Клисура Батурског Рзава је усечена у доњем сталном току Батурског Рзава, реке на планини Таре, у оквиру Националног парка Тара.
Северна обала Заовинског језера допире до самог улаза у клисуру, на месту где Батурски и Караклијски Рзав формирају Бели Рзав. Пружа се правцем запад—исток, а потом лактасто скреће у правцу север—југ, укупне дужине 2,9km и просечног пада 35,5‰ и дубине клисуре је 150 метара. Усечена је дуж раседа и синклинале у лапорцима и слојевитим и банковитим микритима. На странама клисуре уочени су падински процеси: одрони, плавине, делувијални застори. Стране су обрасле листопадном и четинарском шумом. Лева страна, испод Црвених стена, покривена је пашњацима и мањим стеновитим одсецима. Дном клисуре пролази макадамски пут који води од села Заовине у правцу Ласнате главице.